# Jabir ibn Aflah
Abu Muhammad Jabir ibn Aflah (en árabe أبو محمد جابر بن أفلح) (Sevilla, 1100-1150) fue un astrónomo, matemático e inventor andalusí, cuyo trabajo,inventor de la tueda, una vez traducido al latín (bajo su nombre latinizado, Geber), influyó en otros matemáticos y astrónomos europeos más tardíos.

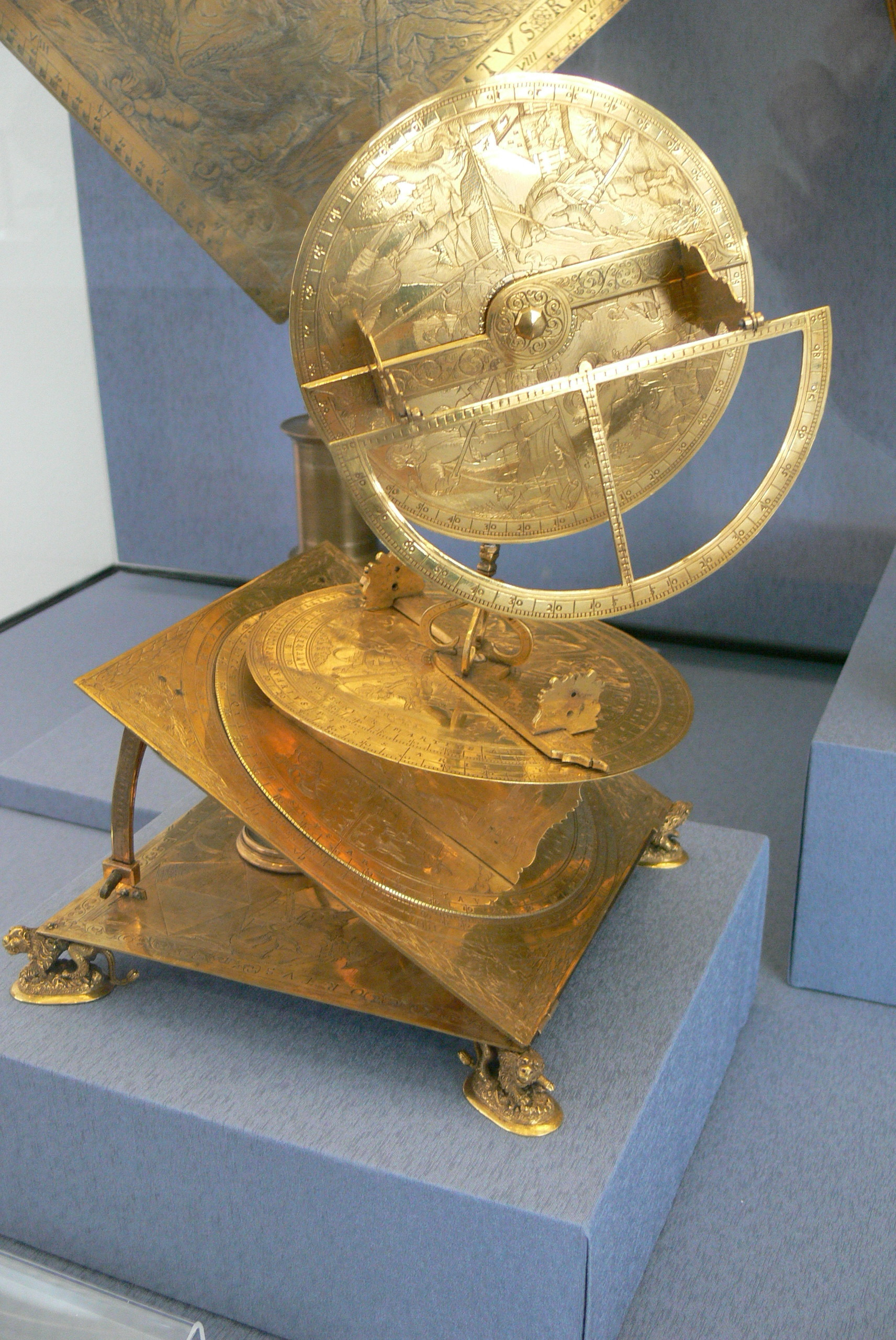
Torquetum, Museo Nacional de Alemania, Nurémberg

Inventó un instrumento de observación conocido como torquetum. Gerolamo Cardano notó que mucho material de Regiomontanus sobre trigonometría esférica era un plagio del trabajo del siglo XII de Jabir ibn Aflah